# Pedro I (obispo de Palencia)
Pedro habría sido un religioso hispanovisigodo, obispo de Palencia en los alrededores del año 506.
Flórez y Paz no dudan de la existencia del prelado, que habría sido sucesor de Pastor. Le identifican con un «Petrus Episcopus de Palatio» que asistió al concilio de Agde (506) encontrándose de forma accidental en la Galia. Flórez deduce que «Palatio» es Palencia, basándose en el hecho de que Pierre de Marca, arzobispo de París, reconoció al obispo de Palencia llamándolo «Palatio» y, asimismo, que en la Galia no había ningún título similar y el concilio se llevó a cabo durante el reinado y en tierras del rey visigodo Alarico II, por lo que no sería raro hallar un obispo hispano que pudiera encontrarse en aquel momento en la corte de Toulouse y asistiera al concilio. La ausencia de Pedro durante este período, que supuestamente permanecería en la corte visigoda, sirve de motivo a Flórez, Paz y Fernández del Pulgar para explicar la acción de Montano, arzobispo de Toledo, de anular la elección de un nuevo obispo de Palencia hacia el 527 y, de hecho, el concilio de Toledo que se celebró ese año no contó con la presencia de ningún obispo de esta sede. Retirado el obispo ilegítimo, Montano nombró al presbítero Toribio como vicario de la diócesis con toda potestad para reprimir los excesos de los clérigos palentinos.